# آنتونیو گوسمان
آنتونیو گوسمان (اسپانیایی: Antonio Guzmán‎؛ زادهٔ ۲ دسامبر ۱۹۵۳) بازیکن فوتبال اهل اسپانیا بود.
از باشگاه‌هایی که در آن بازی کرده‌است می‌توان به باشگاه فوتبال آلمریا، باشگاه فوتبال رایو وایکانو، و باشگاه فوتبال اتلتیکو مادرید اشاره کرد.
وی همچنین در تیم ملی فوتبال اسپانیا بازی کرده‌است.